# ویکنت دونیم‌شده
ویکنت دونیم‌شده (به ایتالیایی: Il visconte dimezzato) رمانی از مجموعه نیاکان ما اثر نویسنده ایتالیایی ایتالو کالوینو است. این رمان نخستین بار در سال ۱۹۵۲ به زبان ایتالیایی منتشر و در سال ۱۹۶۲ به زبان انگلیسی ترجمه شد. 
داستان کتاب درباره ویکنت مداردو از ترالبا است که به ارتش مسیحی در جنگ‌های قرن هفدهم با امپراتوری عثمانی می‌پیوندد. وی در روز اول درگیری در بوهم توسط گلوله توپی که به سینه‌اش برخورد می‌کند به دو نیم تقسیم می‌شود. ویکنت مداردو در اثر این جراحت به دو فرد خوب و بد تبدیل می‌شود. در ادامه داستان هر دو نیمه به ترالبا بازمی‌گردند و باعث ایجاد مشکلاتی برای اهالی می‌شوند.